# Rector al University of Saint Andrews
Lordul Rector al Universității Sfântului Andrei (conform titlului original, [The] Lord Rector of the University of Saint Andrews este un oficial al universității ales odată la trei ani de către studenții University of Saint Andrews. Rareori menționat ca Lord Rector, persoana în cauză este mult mai bine cunoscut ca Rector.
Poziția a fost creată în anul 1858, de către Parlamentul Regatului Unit la data adoptării legii referitoare la universitățile din Scoția, cunoscută ca Universities (Scotland) Act 1858. Legea, care regla guvernarea academică, indica alegerea unui rector (în original, Rector) pentru toate universitățile care existau atunci în Scoția. Până în ziua de azi, dintre toate universitățile scoțiene doar cele cinci "antice", adică University of Saint Andrews, University of Glasgow, University of Aberdeen, University of Edinburgh și University of Dundee, au rectori aleși. Nici care din universitățile "moderne" ale Scoției nu au această funcție.

## Lista Rectorilor

### Secolul al 19-lea
- 1859 - 1862 - Sir Ralph Anstruther, 4th Baronet
- 1862 - 1865 - William Stirling-Maxwell, Member of Parliament
- 1865 - 1868 - John Stuart Mill
- 1868 - 1871 - J.A. Froude
- 1872 - 1874 - Lord Neaves
- 1874 - 1877 - The Very Rev. Dr. Arthur Penrhyn Stanley, Dean of Westminster
- 1877 - 1880 - The 1st Baron Selborne
- 1880 - 1883 - Sir Theodore Martin
- 1884 - 1886 - The 11th Lord Reay
- 1886 - 1889 - A.J. Balfour, M.P., Chief Secretary for Ireland and former Secretary for Scotland
- 1889 - 1892 - The 1st Marquess of Dufferin and Ava, British Ambassador to Italy and former Viceroy of India
- 1892 - 1898 - The 3rd Marquess of Bute
- 1898 - 1901 - James Stuart, M.P.

### Secolul al 20-lea
- 1901 - 1907 - Andrew Carnegie
- 1907 - 1910 - The 1st Baron Avebury
- 1910 - 1913 - The 5th Earl of Rosebery, fost Prim ministru al Regatului Unit
- 1913 - 1916 - The 7th Earl of Aberdeen, Lord Lieutenant of Ireland (până în februarie 1915) și fost Governor General of Canada
- 1916 - 1919 - Field Marshal Sir Douglas Haig
- 1919 - 1922 - Sir James M. Barrie, 1st Bt.
- 1922 - 1925 - Rudyard Kipling
- 1925 - 1928 - Fridtjof Nansen
- 1928 - 1931 - Sir Wilfred Grenfell
- 1931 - 1934 - Field Marshal Jan Smuts, fost și viitor prim ministru al Africii de Sud
- 1934 - 1937 - The Marchese Marconi
- 1937 - 1938 - Lord MacGregor Mitchell
- 1938 - 1946 - Sir David Munro
- 1946 - 1949 - Sir George Cunningham, Governor of the North-West Frontier Province
- 1949 - 1952 - Lord Burghley
- 1952 - 1955 - The 28th Earl of Crawford
- 1955 - 1958 - The 1st Viscount Kilmuir
- 1958 - 1961 - The Baron Boothby
- 1961 - 1964 - Sir Charles P. Snow
- 1964 - 1967 - Sir John Rothenstein
- 1967 - 1970 - Sir Learie Constantine (din 1969, The Baron Constantine)
- 1970 - 1973 - John Cleese
- 1973 - 1976 - Alan Coren
- 1976 - 1979 - Frank Muir
- 1979 - 1982 - Tim Brooke-Taylor
- 1982 - 1985 - Katharine Whitehorn
- 1985 - 1988 - Stanley Adams
- 1988 - 1991 - Nicholas Parsons
- 1991 - 1993 - Nicky Campbell
- 1993 - 1999 - Donald Findlay
- 1999 - 2002 - Andrew Neil

### Secolul al 21-lea
- 2002 - 2005 - Sir Clement Freud
- 2005 - 2008 - Simon Pepper
- 2008 - 2011 - Kevin Dunion
- 2011 - prezent - Alistair Moffat